# 桑嘎扎布·巴亚尔朝格特
桑嘎扎布·巴亚尔朝格特（羅馬化：Sangajavyn Bayartsogt，1967年3月28日—），蒙古族，蒙古色楞格省苏赫巴托尔市人，蒙古国政治人物。

## 生平
1967年3月28日，巴亚尔朝格特生于蒙古色楞格省苏赫巴托尔市。1989年自蒙古国立大学经济学专业毕业。2001年至2002年，在美国哥伦比亚大学学习。2002年至2003年，在蒙古国立大学高等法学院学习。1995年，在德国食品和农业部学习欧盟及德国食品政策。2002年，在国际货币基金组织学习预算政策。
1989年起，巴亚尔朝格特担任蒙古革命青年联盟国立第一医院委员会主席。1990年至1991年，任蒙古革命青年联盟执行委员会副主席。自1990年至1992年，作为蒙古革命青年联盟候选人，在色楞格省第288（苏赫巴托尔Sükhbaatar）选区当选大人民呼拉尔代表，并同时担任国家小呼拉尔成员。1992年至1994年，在蒙古人民革命党政治教育学院任教。1994年至1996年，在斯图加特的巴登 - 符腾堡对外贸易学院（Baden-Württemberg Foreign Trade Academy）学习商业管理课程。1991年至1997年，担任蒙古青年联盟（Mongolian Youth Association）主席。
1996年至2000年，作为蒙古社会民主党候选人在色楞格省第33选区当选国家大呼拉尔委员。1998年4月至12月，担任蒙古国环境部部长。1996年至1999年，担任蒙古社会民主党副主席。在2000年国家大呼拉尔选举中，作为蒙古社会民主党候选人在乌兰巴托第74（苏赫巴托尔Sükhbaatar）选区失利。他是Tövkhön Khan公司的顾问。在2004年国家大呼拉尔选举中，作为“祖国－民主联盟”候选人，在色楞格省第29选区当选国家大呼拉尔委员。2004年至2006年，担任政府办公厅主任。在2008年国家大呼拉尔选举中，他作为民主党候选人在新设立的有三个议席的色楞格省第13选区中赢得一席。2008年9月，被任命为蒙古国财政部部长。
2012年6月，再度当选国家大呼拉尔委员，同年7月被任命为国家大呼拉尔副议长。2013年4月25日，国家大呼拉尔全会决定免去其副议长职务，原因是其被查出在瑞士开设秘密账户，但其国家大呼拉尔委员职务得以保留。2014年作为民主党党员，出任赛汗比勒格内阁的政府办公厅主任。